# 阿利諾島
65°32′32″S 65°37′28″W / 65.54222°S 65.62444°W
阿利諾島（Alino Island），是南極洲的島嶼，處於雷諾島的圖拉角東南面1公里，屬於比斯科群島的一部分，長1.2公里、寬0.58公里，以保加利亞西部鄉鎮命名，現時由南極條約體系管理。